# 1907 год в истории метрополитена
В этой статье перечисляются основные  события из истории метрополитенов в 1907 году. Полужирным шрифтом выделены открытия новых транспортных систем.

## События
- 4 марта — открыт Филадельфийский метрополитен.
- 15 июня — станция Эджвер-роуд (линия Бейкерлоо, Лондон) открыта в составе Baker Street and Waterloo Railway, в качестве временной северной конечной станции на линии[1].
- 15 октября — станция «Рю-Сен-Дени» (фр. Rue Saint-Denis) линии 3 Парижского метрополитена переименована в «Реомюр — Севастополь» (фр. Réaumur — Sébastopol)[2].
- 15 ноября — на линии 5 Парижского метрополитена открыты станции: «Гар-де-л’Эст», «Репюблик», «Оберкампф»[2].
- В Берлинском метрополитене закрыта станция на Потсдамской площади.
- Предприниматель и журналист И. П. Табурно спроектировал скоростную дорогу на эстакадах над Екатерининским каналом в Петербурге[3].
- Бельгийские инженеры И. Поле и П. Ф. Лево, инженер путей сообщения В. Н. Беляев, техник М. П. Мульханов и предприниматель Г. Т. Полипов разработали проект скоростной дороги по реке Таракановке и Екатерининскому каналу в Петербурге[3].